# Khadkale
Khadkale là một thị trấn thống kê (census town) của quận Pune thuộc bang Maharashtra, Ấn Độ.

## Nhân khẩu
Theo điều tra dân số năm 2001 của Ấn Độ, Khadkale có dân số 9792 người. Phái nam chiếm 52% tổng số dân và phái nữ chiếm 48%. Khadkale có tỷ lệ 70% biết đọc biết viết, cao hơn tỷ lệ trung bình toàn quốc là 59,5%: tỷ lệ cho phái nam là 77%, và tỷ lệ cho phái nữ là 62%. Tại Khadkale, 15% dân số nhỏ hơn 6 tuổi.